# Štětí
Štětí (en allemand : Wegstädtl) est une commune du district de Litoměřice, dans la région de Bohême-Centrale, en Tchéquie. Sa population s'élevait à 8 584 habitants en 2021.

## Géographie
Štětí se trouve sur la rive droite de l'Elbe (en tchèque : Labe), à 20 km au sud-est de Litoměřice, à 33 km au sud-est d'Ústí nad Labem et à 43 km au nord de Prague.

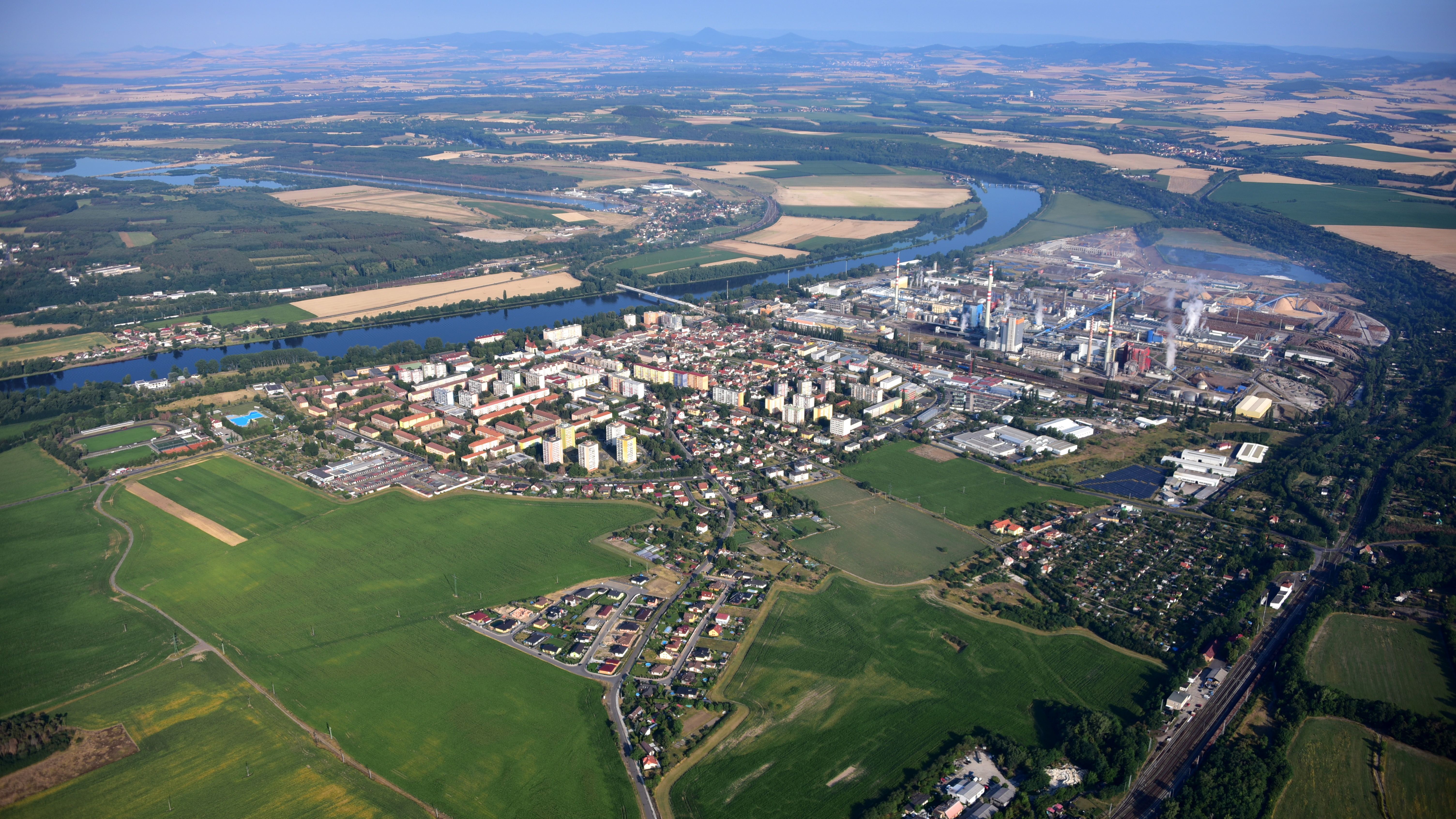
Štětí : vue générale.

La commune est limitée par Snědovice au nord, par Medonosy à l'est, par Tupadly au sud-est, par Liběchov et Horní Počaply, au sud et par Bechlín, Račice et Hoštka à l'ouest.

## Histoire
La première mention écrite de la localité date de 1312.

## Administration
La commune se compose de dix quartiers :
- Brocno
- Čakovice
- Hněvice
- Chcebuz
- Počeplice
- Radouň
- Stračí
- Štětí
- Újezd
- Veselí

## Économie
En 1949, la plus grande usine de papier d'Europe centrale, la SEPAP, est construite à Štětí. L'usine appartient au groupe papetier suédois AssiDomän dans les années 1990, puis à l'autrichien Frantschach Pulp & Paper, a.s. en 2000, qui devient une filiale du groupe papetier sud-africain Mondi. L'usine de Štětí est exploitée par la société Mondi Coating Štĕtí. Elle fabrique divers produits d'emballage industriel et emploie 730 personnes.

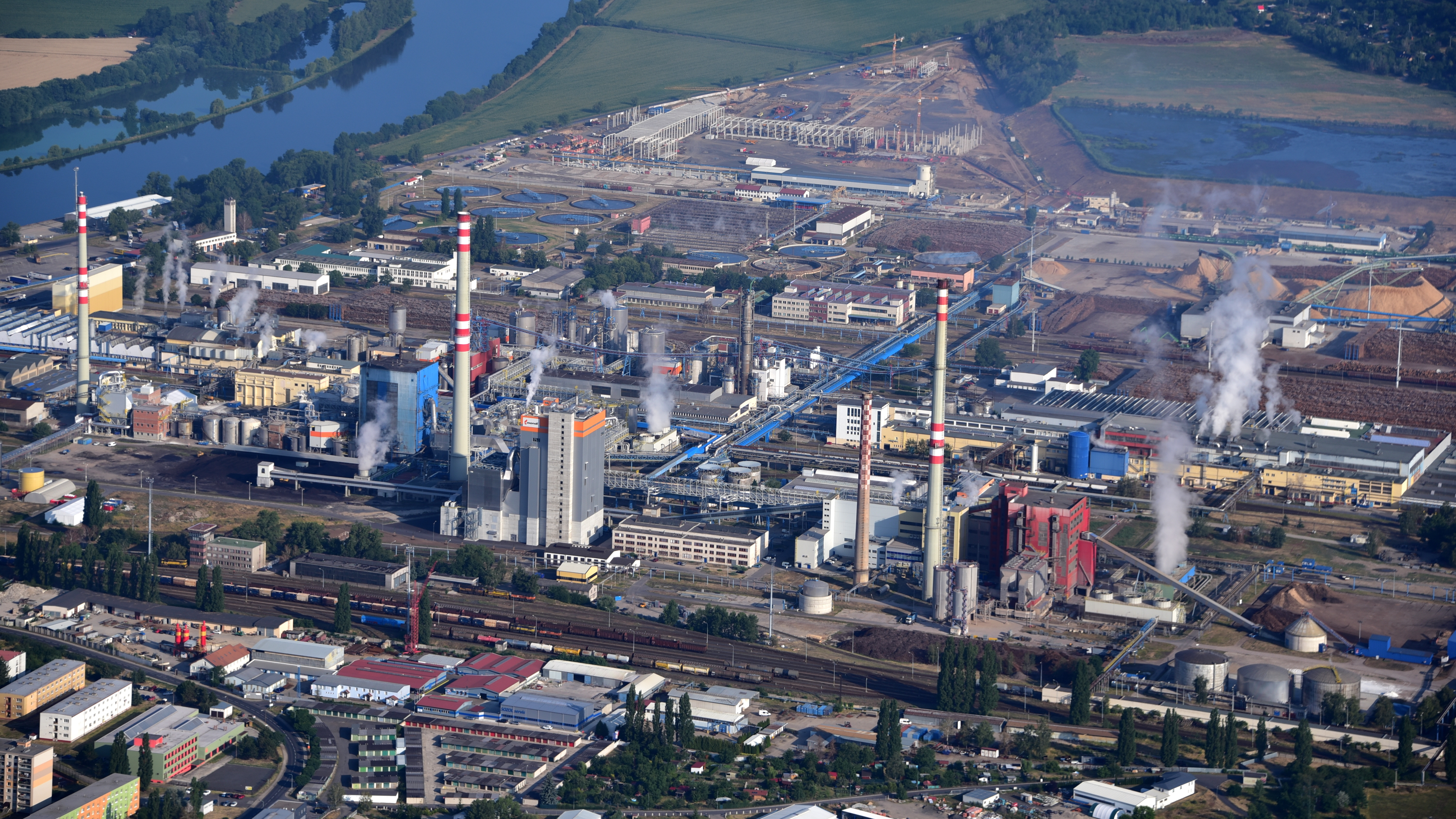
Papeterie Mondi Coating Štĕtí.

## Transports
Par la route, Štětí se trouve  à 11 km de Roudnice nad Labem, à 23 km de Litoměřice, à 45 km d'Ústí nad Labem et à 53 km de Prague.

## Personnalités
- François Reichelt (1878-1912), qui se tua en sautant du 1er étage de la Tour Eiffel muni d'un costume-parachute, y est né.